# Orador romano
O orador é aquele que discursa em público. Na Roma antiga, o orador discursava tendo como parâmetro os mecanismos da retórica. Fala a um público com o intuito de persuadir, informar, entre outros meios. A retórica, por sua vez, foi sistematizada, elaborada e progressivamente aperfeiçoada pelos gregos e, posteriormente, foi incorporada pelos latinos na educação dos jovens.
Entre os que se dedicavam à oratória, estavam políticos, escritores de livros de conteúdo histórico e todo homem romano que era considerado bem formado. Cícero, em seu tratado Sobre a Invenção, afirmava que de nada adianta a cultura sem eloquência e que é a arte da persuasão que possibilita à humanidade o avanço da civilização. Quintiliano atribuía à eloquência um poder civilizador e a missão de instaurar a justiça. Para ele, porém, apenas um homem bom, conhecedor do justo e do honesto, seria capaz de usar a eloquência para tais fins e somente utilizando-a para o bem, o orador poderia experimentar o seu máximo poder.
Cícero é tido como o grande expoente romano na arte da oratória. Defendeu vários casos em tribunal e também participou ativamente em debates no Senado romano. Ele é o único orador romano cujos discursos chegaram até nós praticamente na íntegra. Por meio de seus discursos é possível perceber a grande interação que existia entre a teoria retórica e a prática oratória.

## A formação do orador
Grande parte da educação romana foi espelhada na educação da sociedade grega, principalmente ateniense. Tal aproximação se deu, em grande parte, graças ao contato cultural entre os gregos e a Península Itálica e a Sicília, que tinham muitas colônias gregas e faziam parte da esfera de influência dessa civilização. Com a expansão do Império Romano e a conquista do Império Macedônico, propagador do helenismo, a cultura grega ganhou grande relevo entre os latinos. Para a própria aristocracia romana, o grego se tornou uma segunda língua.
A retórica foi uma das disciplinas mais incorporadas pelos romanos dos gregos, uma vez que tinha grande valor prático político. Sendo um bom orador, o homem romano poderia angariar mais facilmente o voto das assembleias, reavivar ânimos e persuadir um tribunal. É importante salientar que as mulheres não tinham uma formação enquanto oradoras  já que a elas era vedada a participação nas atividades no Forum Romano e, com isso, não tinham que preparar discursos políticos. O Forum Romano era um local masculino, onde os homens aprendiam diversas atividades que os definiam enquanto cidadãos romanos. Um das atividades que aconteciam no Forum era o tirocinium fori, um recrutamento para atuar no Forum Romano, e  para o qual a oratória era um importante fator para o sucesso dos jovens nesse ritual. Anualmente os jovens aristocratas eram levados por seus pais ou tutores para o Forum, onde experimentavam uma espécie de rito de passagem. Caso forem satisfeitas as exigências, trocavam as vestes de menino pela toga. A formação oratória era um importante fator para o bom sucesso dos jovens no tirocinium fori.
O jovem latino iniciava a sua formação enquanto orador por volta dos dezesseis anos, quando deixava a escola de gramática, onde teve contato com as primeiras letras através da leitura dos poetas. Nesse período de sua vida ele era introduzido na escola do retor, onde aprendia os preceitos do discurso e se dedicava à prática da eloquência. O ensino dos retóricos apareceu em Roma no século I a.C., e a primeira escola de retórica latina foi aberta em 93 d.C. por Plócio Galo. Devido à pressão dos tradicionalistas romanos, que entendiam a adoção da retórica como um elemento grego intruso à sociedade latina, essa escola foi logo fechada. Porém, essa situação de hostilidade foi aos poucos sendo revertida.
Quintiliano foi o autor latino que escreveu sobre a educação do orador. Quintiliano tem diversas ideias sobre a educação ideal de um orador. Quanto aos professores, ele afirma que devem ser moderados com a aplicação de sua disciplina. Não devem elogiar demasiadamente seus alunos caso mostrem desenvolvimento no aprendizado. Além disso, ele critica o professor autoritário, que não demostra nenhum tipo de afeto para com o aluno. Em relação ao aluno, ele afirma que deve ter amor pela disciplina e respeitar seu mestre, considerá-lo um pai, pois isso leva o aluno a escutá-lo de bom grado e ter maior retorno no aprendizado.
Outras ideias de Quintiliano continuam, de certa forma, no ensino da oratória na educação tradicional romana. Na parte teórica, os alunos devem saber discorrer sistematicamente sobre a estrutura de preceitos de eloquência seguindo uma tradição sofista (novamente vemos aqui a importância dos gregos para com a educação romana) e saber fazer divisões em seu discurso, em etapas e estilos. Além de memorizar os assuntos, o orador deve saber a hora de usá-los. Assim que preparar a parte teórica deve partir para a prática, e essa deve ser de modo efetivo, político e forense na forma de dizer. Deveria também haver um treino de eloquência. Há ainda para ele exercícios importantes para consagrar-se orador: conhecimento de gramática para compor discursos, a escrita desses, o exercício oral, exercícios de leitura, dentre outros.

## Principais tratados de oratória
- Institutos de oratória - Quintiliano
- Do orador - Cícero